# Падре Эрнесто Мартеарена
Стадион «Падре Эрнесто Мартеарена» (исп. Estadio Padre Ernesto Martearena) — аргентинский многофункциональный стадион, расположенный в городе Сальта. Открыт в 2001 году специально к молодёжному чемпионату мира по футболу. В настоящее время используется для проведения футбольных и регбийных матчей: традиционные хозяева поля — футбольные клубы «Атлетико Сентраль Норте» и «Хувентуд Антониана». Вместимость составляет 20 408 мест (сидячих) для матчей и 32 тысячи для концертов.

## Матчи

### Футбол
Среди проводившихся на стадионе футбольных матчей — семь игр молодёжного чемпионата мира 2001 года (группа E и матч 1/8 финала), матчи Южноамериканских кубков 2004 (первый поединок с участием «Бока Хуниорс»), 2005 и 2006 годов, матчи с участием Большой пятёрки аргентинского футбола, поединки женского Кубка Южной Америки 2003 года и мужского Кубка Америки 2011 года. На стадионе также были сыграны несколько матчей возрождённого Кубка Аргентины и летних футбольных турниров.
Молодёжный чемпионат мира 2001
| Дата         | Хозяева    | Счёт | Гости      | Стадия         | Зрителей |
| ------------ | ---------- | ---- | ---------- | -------------- | -------- |
| 18 июня 2001 | Эквадор    | 2:1  | Эфиопия    | Групповой этап | 14 000   |
| 18 июня 2001 | Нидерланды | 1:3  | Коста-Рика | Групповой этап | 14 000   |
| 21 июня 2001 | Коста-Рика | 3:1  | Эфиопия    | Групповой этап | 10 000   |
| 21 июня 2001 | Нидерланды | 1:1  | Эквадор    | Групповой этап | 10 000   |
| 24 июня 2001 | Эквадор    | 0:1  | Коста-Рика | Групповой этап | 15 000   |
| 24 июня 2001 | Эфиопия    | 2:3  | Нидерланды | Групповой этап | 17 000   |
| 28 июня 2001 | Коста-Рика | 1:2  | Чехия      | 1/8 финала     | 13 000   |

Кубок Америки 2011
| Дата    | Время (UTC−3:00) | Группа   | Хозяева   | Счёт | Гости     | Зрителей |
| ------- | ---------------- | -------- | --------- | ---- | --------- | -------- |
| 9 июля  | 18:30            | Группа B | Венесуэла | 1:0  | Эквадор   | 12 000   |
| 13 июля | 19:15            | Группа B | Парагвай  | 3:3  | Венесуэла | 18 000   |

### Регби
Сборная Аргентины по регби, известная как «Лос Пумас» (исп. Los Pumas), провела ряд тест-матчей на этом стадионе, в том числе и матчи Чемпионата регби против ЮАР в 2014, 2016 и 2017 годах.
| Дата            | Хозяева   | Счёт  | Гости                     | Турнир                                         |
| --------------- | --------- | ----- | ------------------------- | ---------------------------------------------- |
| 11 июня 2005    | Аргентина | 35:21 | Италия                    | Тест-матчи Аргентина — Италия                  |
| 13 июня 2009    | Аргентина | 24:22 | Англия                    | Тест-матчи Аргентина — Англия                  |
| 8 июня 2013     | Аргентина | 3:32  | Англия                    | Тест-матчи Аргентина — Англия                  |
| 9 августа 2013  | Аргентина | 58:12 | Нью Саут Уэйлз Барбарианс | Контрольные матчи перед Чемпионатом регби 2013 |
| 9 августа 2014  | Аргентина | 31:33 | ЮАР                       | Чемпионат регби 2014                           |
| 5 мая 2015      | Аргентина | 28:23 | США                       | Тест-матч                                      |
| 27 августа 2016 | Аргентина | 26:24 | ЮАР                       | Чемпионат регби 2016                           |
| 26 августа 2017 | Аргентина | 23:41 | ЮАР                       | Чемпионат регби 2017                           |
| 6 октября 2018  | Аргентина | 34:45 | Австралия                 | Чемпионат регби 2018 (Пума Трофи)              |
| 10 августа 2019 | Аргентина | 13:46 | ЮАР                       | Чемпионат регби 2019                           |

## Концерты
| Страна           | Артист                | Год       |
| ---------------- | --------------------- | --------- |
| Флаг Аргентины   | Индио Солари          | 2009/2011 |
| Флаг Пуэрто-Рико | Wisin & Yandel        | 2010      |
| Флаг Пуэрто-Рико | Calle 13              | 2011      |
| Флаг Колумбии    | Шакира                | 2011      |
| Флаг Гватемалы   | Рикардо Архона        | 2014      |
| Флаг Аргентины   | Violetta Live         | 2015      |
| Флаг Аргентины   | Soy Luna En Concierto | 2017      |
| Флаг Аргентины   | Soy Luna En Vivo      | 2018      |